# Gilla
Gilla, eredeti neve: Gisela Wuchinger (Linz, 1950. február 27. –) osztrák énekesnő, diszkósztár.

## Karrierje
Gillát a német producer Frank Farian fedezte fel 1974-ben, majd lemezszerződést kötött a Hansa Records-szal. Miután a Mir ist Kein című dal sikertelen volt, mely Marcella Bella olasz slágerének a Nessuno mai-nak a német változata, elkészítette a Labelle Lady Marmalady szintén német diszkó változatát, mely csupán a 24. helyen végzett a slágerlistán. Ez a helyezés kissé felhívta magára a figyelmet, majd több sikertelen próbálkozás után megjelent a Why Don't You Do It című slágere, mely a német listák 10. helyéig jutott. Gilla debütáló nagylemeze diszkó, pop elemeket tartalmazott, és sikeres lett.
1976 nyarán megjelent az Ich Brenne (I'm Burning) című dal, majd a Help Help című, mely egy holland dal. A dal nem volt túl sikeres németországban, majd 1977-ben megjelent Gilla második albuma Zieh Mich Aus címmel, melyen a Boney M Sunny és No Woman No Cry című dalok német változatai szerepeltek, nem volt túl sikeres. Az egyik legsikeresebb dala a Tom Cat 1980-ban jelent meg, majd 1981-ben visszavonult. 
A retró korszaknak köszönhetően gyakran vendégeskedik nagy rendezvényeken Oroszországban, ahol népszerűségnek örvend.

## Diszkográfia

### Albumok
- Willst du mit mir schlafen gehn? (1975)
- Zieh mich aus (1976)
- Help Help (1977) - újrakiadás Bend Me, Shape Me címen (1978)
- I Like Some Cool Rock'n Roll (1980)

### Kislemezek
- "Mir ist kein Weg zu weit" / "Wilde Rosen" (1974)
- "Willst du mit mir schlafen gehn?" / "Atlantika" (1975)
- "Do You Want to Sleep With Me" / "My Decision" (1975)
- "Tu es" / "Worte" (1975)
- "Why Don't You Do It" / "A Baby of Love" (1975)
- "Ich brenne" / "Du bist nicht die erste Liebe" (1976)
- "Help Help" / "First Love" (1976)
- "Johnny" / "Der Strom der Zeit" (1976)
- "Zieh mich aus" / "Lieben und frei sein" (1977)
- "Gentlemen Callers not Allowed" / "Say Yes" (1977)
- "Bend Me, Shape Me" / "The River Sings" (1978)
- "Rasputin" (German Version) / "Laß mich gehen" (1978)
- "We Gotta Get Out of This Place" / "Take The Best of Me" (1979)
- "I Like Some Cool Rock'n Roll" / "Take Your Time" (1980)
- "Go Down Mainstreet" / "Discothek" (1980)
- "Tom Cat" / "The Summerwind" (1980)
- "Cigarillo" / "Friday on My Mind" (1981)